# 도미니크 스트로스칸

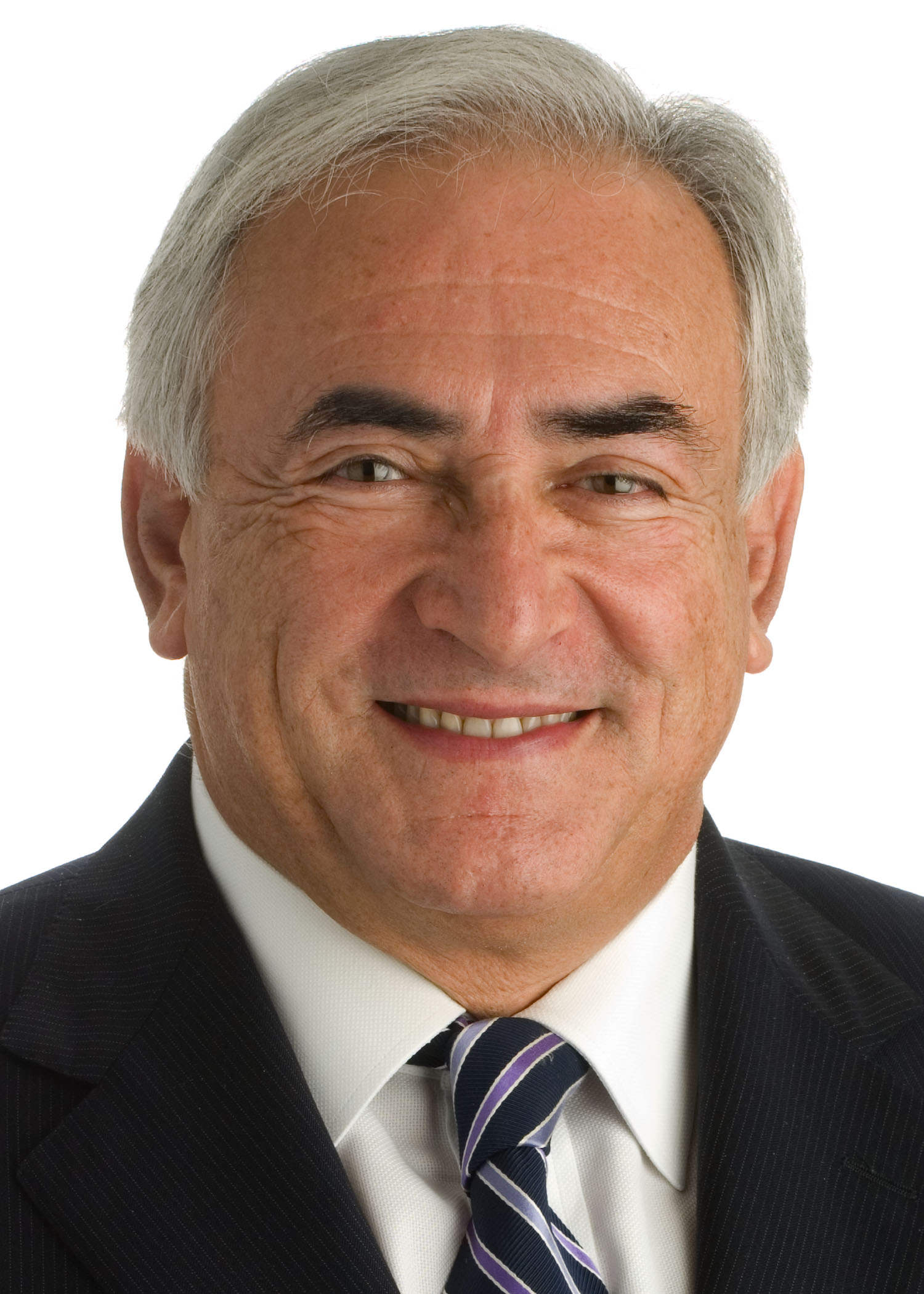
도미니크 스트로스칸

도미니크 스트로스칸(프랑스어: Dominique Strauss-Kahn, 프랑스어 발음: [dɔminik stʁos kan], 1949년 4월 25일~)은 프랑스의 경제학자, 변호사, 정치인으로 프랑스 사회당(PS)의 구성원이다. 종종 머리 글자를 따서 DSK라고 불리기도 한다. 파리정치대학 경제학과 교수를 역임했으며, 2007년부터 국제 통화 기금(IMF)의 총재를 맡아 왔다.
1997년부터 1999년까지 리오넬 조스팽의 "다수의 좌파 세력"(Plural Left) 정부에서 재무장관을 지낸 바 있으며, 2007년 프랑스 대통령 선거에서 사회당의 대선 후보로 출마했으나, 결국 2006년 11월에 열린 사회당 전당 대회에서 세골렌 루아얄이 공인 후보자가 되었다.
2011년 5월 14일, 미국 뉴욕의 한 호텔에서 직원에게 성폭행 미수 혐의로 체포되었다. 체포된 이후 사퇴 압박에 시달리다가 5일 뒤 IMF를 통해 사퇴서를 발표했다. 그는 사퇴서에서 자신이 결백하다고 주장했다.
2011년 7월 5일에는 크리스틴 라가르드가 도미니크 스트로스칸의 뒤를 이어 IMF 총재로 취임했다. 본래 스트로스칸은 2012년 프랑스 대통령 선거 후보로 유력했으나 성폭행 스캔들이 발목을 잡으면서 프랑수아 올랑드가 대권을 거머쥐게 되었다.

## 같이 보기
- 미투 운동